# Іцхок Штернгарц
Іцхок Штернгарц (1808 – 1871) був другим старшим сином Натана Бресловського.. Народився в містечку Немирів, Україна, на північний захід від Брацлава), де його батько був учнем Нахмана Бреславського.

## Біографія
Штернгарц одружився у віці 15 років і переїхав до будинку своєї дружини в Черкаси. Пара розлучилася в 1825 році. У 1826 році він одружився вдруге на жінці, чия сім'я була проти хасидського іудаїзму .

## Смерть
Штернхарц іммігрував до Святої Землі влітку 1868 року, досягнувши Османської Сирії. Він помер у Цфаті в 1871 році.

## Дивись також
- Бреслов (хасидська династія)